# Arthur Bader
Arthur Bader (* 10. Februar 1926 in München; † 24. November 2010 ebenda) war ein deutscher Journalist.
Bader studierte Germanistik und Geschichte. Er war von 1957 bis 1964 Präsident des Bayerischen Jugendrings. Als dessen Delegierter gehörte er von 1959 bis 1964 dem Rundfunkrat des Bayerischen Rundfunks an. Im Mai 1964 wurde er Pressesprecher des Bayerischen Rundfunks. Dieses Amt übte er bis Dezember 1986 aus.
Bader starb 2010; er wurde auf dem Münchner Nordfriedhof beigesetzt. 

## Ehrungen
- 1979: Bundesverdienstkreuz am Bande
- Bundesverdienstkreuz 1. Klasse
- 2006: Bayerische Verfassungsmedaille